# Diofoloma
Diofoloma est une commune rurale situé dans le département de Karangasso-Sambla de la province du Houet dans la région des Hauts-Bassins au Burkina Faso.

## Géographie
Le village de Diofoloma est constitué de deux parties : l'« ancien village », situé au nord ; et le « nouveau village » situé environ 6 km sud-ouest de l'ancien.

## Éducation et santé
Le centre de soins le plus proche de Diofoloma est le centre de santé et de promotion sociale (CSPS) de Karangasso-Sambla.